# Chantiers aéronavals Étienne Romano

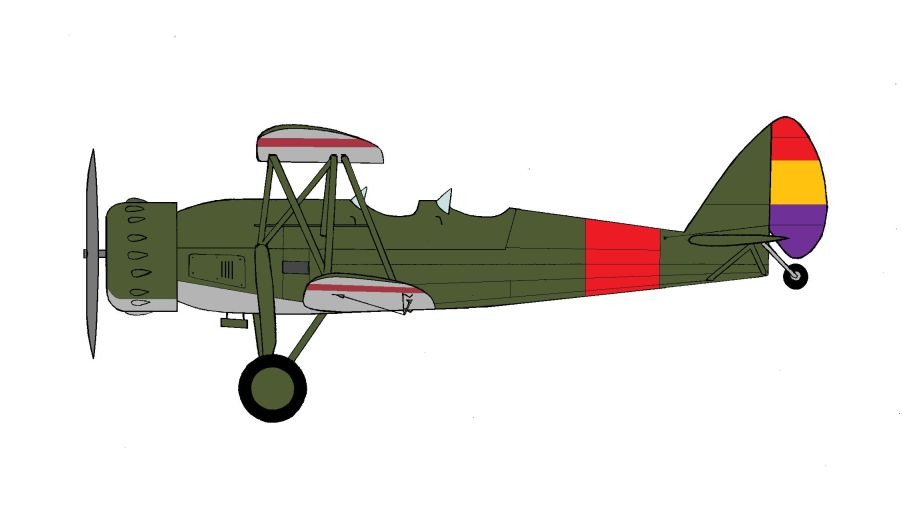
Romano R.80 республиканской Испании на базе Эль-Кармоли.

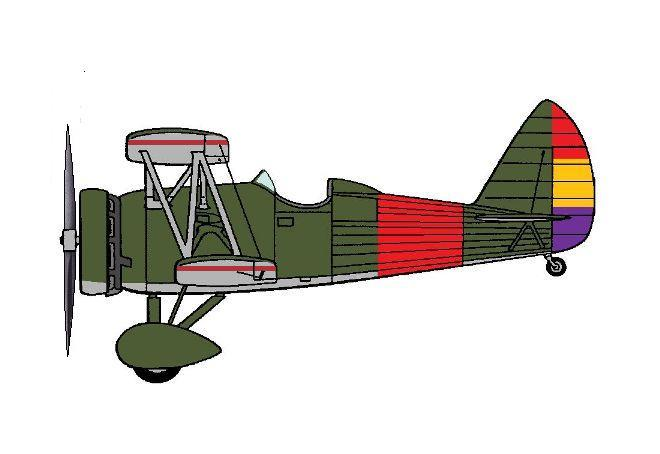
Romano R.83.

Chantiers aéronavals Étienne Romano (CAER) — ныне не существующая французская авиастроительная компания, располагавшаяся в Каннах.

## История
В 1929 году Этьен Романо (ранее уже занимавшийся производством авиатехники на учреждённой восемью годами ранее фирме Chantiers aéronavals de la Méditerranée), совместно с Андре Оньяком, основал компанию «CAER», где, надеясь на возможные доходы от правительственных заказов, намеревался выпускать самолёты.

Место для фабрики было выбрано достаточно удачно — между Средиземным морем и плоским участком, удобным для обустройства взлётной полосы (ныне — аэропорт Канны – Мандельё). С 1931 года фабрика приступила к работе.
После опытов с несколькими ранними моделями самолётов, не снискавших успеха, компания разработала истребитель R.82, в ограниченном количестве поступившим на вооружение ВВС Армии и Флота, а также поставлявшегося на экспорт.
11 августа 1936 года компания Romano была национализирована и с февраля 1937 года, вместе с фирмами Lioré et Olivier, Potez, CAMS и SPCA, вошла в состав государственного объединения SNCASE (Sud-Est).

## Продукция фирмы
- R.3 — разведывательный гидросамолёт, 1 прототип;
- R.4 — развитие R.3, 1 прототип;
- R.5 — разведывательная летающая лодка, 1 экземпляр;
- R.6
- R.15 — лёгкий многоцелевой самолет-амфибия;
- R.16 (1933) — колониальный самолёт, проиграл в конкурсе Bloch MB.120; 1 прототип.
- R.80 — учебный / пилотажный самолёт, 4 прототипа
- R.82 — развитие R.80, 147 штук поставлено ВВС, 30 авиации флота, 2 переданы ВВС республиканской Испании;
- R.83 (1937) — сухопутный вариант R.90, 24 заказаны Испанией (поставлено 6);
- R.90 (1935) — поплавковый истребитель, построен 1 прототип;
- R.92 (1938) — пушечный вариант R.83, 1 прототип;
- R.110 (1938) — тяжёлый истребитель;
- R.120 (1938) — ночной бомбардировщик.